# مستعین یکم هودی
مستعین‌بالله سلیمان بن محمد بن هود جذامی نخستین حاکم از دودمان هودی و پنجمین حاکم ساراگوسا بود. او پس از درگذشت عبدالله یکم تجیبی به حکومت رسید و تا هفت سال بعد حکومت کرد. دودمان بنو هود حدوداً هفتاد و یک سال بر ساراگوسا حکم راند تا زمانی که سلطنت مستعین دوم هودی (نتیجهٔ مستعین یکم) توسط دودمان مرابطی (به حکومت علی بن یوسف) سرنگون گردید. پس از مستعین یکم، پسرش مقتدر یکم به حکومت رسید.